# Господари ваздуха
Господари ваздуха (енгл. Masters of the Air) америчка је телевизијска мини-серија коју су створили Џон Шибан и Џон Орлоф за Apple TV+. Темељи се на књизи Господари ваздуха: Амерички бомбаши који су водили ваздушни рат против Нацистичке Немачке Доналда Л. Милера и прати акције 100. бомбашке групе Ваздухопловних снага Сједињених Америчких Држава током Другог светског рата, јединице која је добила надимак „Крвава стота” због тешких губитака које је претрпела у борбеним мисијама. Део је серијала који чине Браћа по оружју (2001) и Пацифик (2010).